# Clarence Kingsbury
Clarence Brickwood Kingsbury, detto Clarrie (Portsmouth, 3 novembre 1882 – Southsea, 4 marzo 1949), è stato un pistard britannico.
Ha vinto due medaglie olimpiche nel ciclismo su pista, entrambe d'oro ed entrambe alle Olimpiadi 1908 svoltesi a Londra. In particolare ha vinto una medaglia d'oro nella gara di inseguimento a squadre maschile e una medaglia d'oro nella 20 km maschile.